# Výškovice (Ostrawa)
Výškovice – jedna z 37 części miasta statutarnego Ostrawy, stolicy kraju morawsko-śląskiego, we wschodnich Czechach, tworzy część obwodu miejskiego Ostrava-Jih, w morawskiej części miasta. Jest to także jedna z 39 gmin katastralnych o powierzchni 329,0999 ha. Populacja w 2001 wynosiła 15 960 osób, zaś w 2012 odnotowano 737 adresów. 
Pierwsza wzmianka pochodzi z 1408 roku jako Wiskowicze. Do 1558 należało jako lenno do wsi Stará Bělá, następnie do Zábřehu, a od 1652 do ołomunieckiej kapituły i w ramach tzw. państwa petřvaldzkiego w jej rękach pozostały do upadku feudalizmu w 1848.
Do Morawskiej Ostrawy miejscowość została włączona w 1941, w 1954 usamodzielniła się, by w 1966 znów zostać przyłączona do Ostrawy. W latach 70. XX wieku obok Starych Výškovic wybudowano Nowe Výškovice składające się z bloków mieszkalnych z tzw. wielkiej płyty.

## Demografia[2]
| Rok             | 1869 | 1880 | 1890 | 1900 | 1910 | 1921 | 1930 | 1950 | 1961 | 1970 | 1980  | 1991  | 2001  |
| --------------- | ---- | ---- | ---- | ---- | ---- | ---- | ---- | ---- | ---- | ---- | ----- | ----- | ----- |
| Liczba ludności | 368  | 437  | 454  | 550  | 592  | 567  | 798  | 772  | 869  | 1052 | 17122 | 18295 | 15960 |